# Герань болотная
Гера́нь боло́тная (лат. Geránium palústre) — вид двудольных цветковых растений, включённый в род Герань (Geranium) семейства Гераниевые (Geraniaceae).

## Ботаническое описание
Герань болотная — многолетнее травянистое растение с восходящим из-под земли корневищем. Прикорневые листья 5—12 см шириной, немногочисленные, рано исчезающие, волосистые с обеих поверхностей, на волосистых черешках до 20 см длиной, разделённые на 7 долей. Стебель до 30—70 см высотой, прямостоячий или приподнимающийся, волосистый. Стеблевые листья пятираздельные, неглубоко зубчатые, верхние — с тремя лопастями, почти сидячие. Прилистники яйцевидно-ланцетной формы, тёмно-красно-бурые.
Цветки крупные, до 3 см в диаметре. Чашечка 5—7-раздельная, щетинистая. Лепестки венчика пурпурные, обратнояйцевидной формы, цельные, с клиновидным основанием, около 1,5 см длиной. Тычинки равные по длине чашелистикам, расширяющиеся к основанию.
Плод — стеригма, волосистый, каплевидный, с длинным клювовидным носиком. Семена эллиптические, уплощённые, с сетчатой тёмно-коричневой поверхностью, 2,4—2,7×1,5—1,7 мм.
Число хромосом 2n = 28.

## Распространение
Герань болотная родом из Центральной, Южной и Восточной Европы. Произрастает во влажных местах на равнинах и среди холмов, на болотах, в ивняках. Вид включен в ботанический атлас растений Ленинградской области. 

## Значение и применение
Поедается европейским лосём (Alces alces Linnaeus).

## Классификация

### Таксономия
Geranium palustre L., 1756, Cent. Pl. II : 25 
Вид Герань болотная относится к роду Герань (Geranium) семейства Гераниевые (Geraniaceae) порядка Гераниецветные (Geraniales). Таксономическая схема в соответствии с Системой APG IV по состоянию на декабрь 2023 года:
|  |                          |  |                                   |                                   |                      |  | еще 6 семейств | еще 6 семейств |                 |  |  |  | еще 358 подтвержденных видов и 144 вида, ожидающих подтверждения |
|  |                          |  |                                   |                                   |                      |  | еще 6 семейств | еще 6 семейств |                 |  |  |  | еще 358 подтвержденных видов и 144 вида, ожидающих подтверждения |
|  |                          |  |                                   | порядок Гераниецветные            |                      |  |                |                | род Герань      |  |  |  |                                                                  |
|  |                          |  |                                   | порядок Гераниецветные            |                      |  |                |                | род Герань      |  |  |  |                                                                  |
|  | клада Цветковые растения |  |                                   |                                   | семейство Гераниевые |  |                |                | Герань болотная |  |  |  |                                                                  |
|  | клада Цветковые растения |  |                                   |                                   | семейство Гераниевые |  |                |                |                 |  |  |  |                                                                  |
|  |                          |  | ещё 63 порядка цветковых растений | ещё 63 порядка цветковых растений |                      |  |                | еще 6 родов    | еще 6 родов     |  |  |  |                                                                  |
|  |                          |  |                                   | ещё 63 порядка цветковых растений |                      |  |                |                | еще 6 родов     |  |  |  |                                                                  |